# アントイ諸島
アントイ諸島（アントイしょとう、ベトナム語：Quần đảo An Thới / 群島安泰）はベトナムのフーコック島アントイから南へ連なる15の島々。キエンザン省フーコック島県に所属する。
ヌクマムの生産が盛んで、釣りやダイビングなどの観光も行われる。
座標: 北緯9度57分23秒 東経104度00分57秒 / 北緯9.95639度 東経104.01583度